# SLIT3
SLIT3‏ (Slit guidance ligand 3) هوَ بروتين يُشَفر بواسطة جين SLIT3 في الإنسان.